# Стадион Сук Малакија
Стадион Сук Малакија је локални стадион у главном граду Јужног Судана — Џуби. Своје утакмице на њему игра локални клуб ФК Малакија. Капацитет стадиона је 1.000 места